# Sudanorange G
Sudanorange G ist eine synthetisch hergestellte chemische Verbindung aus der Gruppe der Azo- und Sudanfarbstoffe. Er kann durch Azokupplung von Anilin mit Resorcin dargestellt werden.

## Eigenschaften
Sudanorange G ist ein roter Feststoff, der praktisch unlöslich in Wasser ist.

## Verwendung
Sudanorange G wurde als Farbstoff in Kosmetika verwendet.